# Sonata per pianoforte n. 11 (Beethoven)
La sonata per pianoforte n. 11 di Ludwig van Beethoven (Op. 22) fu composta tra il 1799 e il 1800. Venne pubblicata nel 1802 dall'editore Hoffmeister di Lipsia con il titolo Grande Sonate pour Pianoforte.
Beethoven scrisse questa Sonata in un momento di fervida creatività: risalgono infatti a questo periodo le sonate per violino Op. 23 e Op. 24 (quest'ultima denominata "La primavera"), il Concerto per pianoforte in Do minore Op. 37, la Sonata per corno e pianoforte Op. 17, i sei Quartetti d'archi Op. 18, "Le Creature di Prometeo" (balletto in due atti e sedici quadri) Op. 43, oltre ad una grande quantità di lavori meno impegnativi, tra cui: variazioni per pianoforte WoO 77; variazioni per pianoforte e violoncello WoO 46; variazioni per violino, violoncello e pianoforte Op. 44; Rondò Op. 51 n. 2.

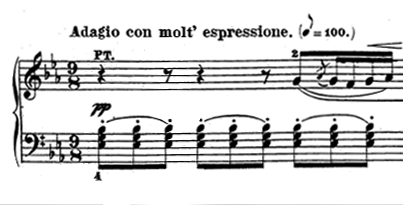
Secondo movimento: Adagio con molta espressione

Così come i trii Op. 9 e i sei Lieder Op. 48, questa sonata è dedicata al Conte Johann Georg von Browne (marito dell'omonima contessa, a cui Beethoven dedicò le 3 sonate dell'Op. 10).
A differenza delle precedenti Op. 7 e Op. 10, n. 3 - le quali mostrano una maggiore profondità espressiva, soprattutto nei tempi lenti - nella Sonata Op. 22 si rivela una valorizzazione di elementi melodici (o ritmici) di per sé insignificanti, tendenza che sarà assai sviluppata nelle opere successive. Non siamo ancora alla svolta dell'op. 31 (sonate per pianoforte n. 16, 17 e 18), ma l'evoluzione è chiara e le transizioni non sono più semplici "passaggi" tra un primo ed un secondo tema musicale, bensì parte integrante della logica strutturale.

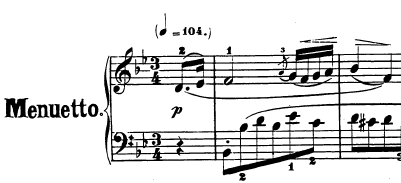
Terzo movimento: Minuetto

## Struttura
Il compositore la definì "Große Solo Sonate" in una lettera inviata all'editore Hoffmeister nel gennaio 1801, ma con questo voleva probabilmente riferirsi al fatto che è composta in 4 movimenti, ossia:
1. Allegro con brio
2. Adagio con molta espressione (in Mi bemolle maggiore)
3. Minuetto
4. Rondò: Allegretto

Il carattere di quest'opera è brillante e ci dà un'idea delle numerose improvvisazioni in cui Beethoven spesso si cimentava con grandissimo successo nei primi anni di carriera. Tuttavia questa sonata segna il confine tra il classicismo caratterizzante le precedenti e la maturità con cui affronterà le successive (a partire proprio dall'Op. 26, al cui interno è presente una marcia funebre).

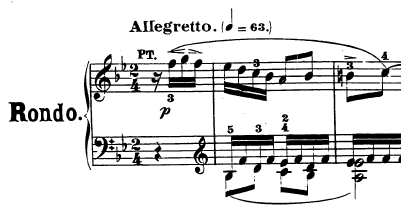
Quarto movimento, Rondò: Allegretto

### Analisi del Primo movimento
Il primo movimento dell'undicesima sonata per pianoforte di Beethoven (op. 22) è un ”Allegro con brio” in tempo quattro quarti nella tonalità di base di si bemolle maggiore. La struttura è quella della forma-sonata: Esposizione (due temi) – Sviluppo – Ripresa (o Ricapitolazione) e Coda finale.

#### Esposizione: Primo tema
Il Primo tema (esposto nella tonalità di base: si bemolle maggiore) ha una struttura alquanto complessa. In esso si possono individuare le seguenti parti. Un inciso iniziale esposto alla tonica (si bemolle maggiore) consistente in un semplice motto formato da una terza ascendente e una terza discendente [batt. 1 – 2]:
Dopo la ripetizione dell'inciso una serie di arpeggi ascendenti impostati sempre sulla tonalità di base sposta la linea melodica all'ottava superiore [batt. 3 - 4]:
Si arriva così alla quinta battuta dove appare una linea melodica (forse più orchestrale che pianistica) che manifesta senz'altro un punto d'arrivo per questo primo slancio iniziale [batt. 5 – 7]:
A questa breve melodia segue la risposta posizionata un'ottava sotto a cui fa seguito una codetta che modula alla dominante (fa) [batt. 7 - 12] :
A questo punto il tema principale è esposto. I vari elementi di questo tema di per sé non sono molto significativi. Ma l'interesse sta unicamente in ciò che il compositore saprà fare con questo materiale musicale. La “neutralità” del tema principale è inoltre indispensabile per valorizzare altri elementi melodici come le transizioni o le aree di sviluppo, tendenza ormai chiara nello sviluppo della sonata beethoveniana.

#### Esposizione: Secondo tema
L'area del Secondo tema appare ugualmente complessa; in effetti siamo in presenza più che di un'unica idea secondaria, di un gruppo tematico formato da più temi e ponti modulanti. A misura 12 inizia la transizione al secondo tema: non si può non notare come questa linea melodica sia simile a quella delle misure 3 – 4. Questa transizione ci porta ad una prima linea melodica (più o meno evidente) esposta alla sopratonica (do maggiore – in realtà questa tonalità è vista come la dominante della dominante) che avrà un'impronta decisiva sul resto del movimento [batt. 17 -21]:
Subito dopo (a misura 23) Beethoven ci presenta un nuovo elemento che per alcuni è la vera seconda idea, mentre per altri è ancora parte del ponte modulante che porterà alla seconda idea più avanti. La tonalità di questa idea è la dominante (fa): un eventuale elemento a favore di questa linea melodica se considerata come vera idea secondaria [batt. 23 – 24]:
Questa linea melodica viene ripetuta integralmente. Segue una codetta e quindi appare quella che secondo altri commentatori è la vera idea secondaria (anche questa esposta nella tonalità della dominante). È da notare che un elemento che collega questo tema al primo tema sono le sequenze di terze discendenti [batt. 31 – 37]:
In realtà queste due idee secondarie avranno un'importanza minima nello sviluppo successivo del movimento. L'elemento fondamentale nello svolgimento del primo tempo è indubbiamente la prima transizione (misure 17 – 21) la cui potenza germinatrice sarà alla base soprattutto delle due code.

La codetta a questo tema (misure 38 – 44) e una breve transizione (misure 45 – 47) conduce alla coda dell'Esposizione. Ed è qui che la linea melodica delle misure 17 - 21 viene sviluppata adeguatamente per giungere al finale di questa parte con due ulteriori idee (temi della coda dell'Esposizione): la prima idea è un naturale proseguimento del materiale musicale precedente [batt. 57 – 59]:
Il secondo tema della coda è invece più significativo. È una semplice scala di ottave vuote all'unisono in fortissimo, prima in salita e poi in discesa. Questo tema rappresenta indubbiamente, meglio di tutte le altre idee fin qui esposte, il carattere di questo primo tempo. Ma ha anche un'importanza fondamentale per il successivo Sviluppo: infatti è da questo tema che Beethoven spettacolarmente inizia lo sviluppo del movimento.

#### Sviluppo
Nello Sviluppo come già accennato l'importanza dei due temi è relativa. A Beethoven interessa invece sviluppare nuovi mondi sonori dentro i quali le idee presentate si possono integrare in mille modi diversi con infinite sfumature e lo fa utilizzando il materiale melodico della coda.

Lo Sviluppo inizia con la trasposizione delle ultime 7 misure della coda dell'Esposizione (confrontare l'esempio precedente) creando una specie di simmetria a specchio collegando saldamente l'Esposizione allo Sviluppo. L'ambiente tonale è quello della dominante (fa) [batt.70 -76]:
A questo punto, proseguendo nella struttura a specchio, entra il primo tema della coda (confrontare le battute 57-59) nella tonalità (convenzionale per quei tempi) della dominante del relativo minore: re (essendo la nota re dominante della nota sol, dove sol minore è la tonalità relativa minore di si bemolle maggiore – tonalità d'impianto del movimento) [batt. 77 – 79]:
Alla fine si deve arrivare comunque alla tonalità di base (si bemolle); ed ecco allora che Beethoven nelle successive 10 misure (da battuta 83 a battuta 92), utilizzando la battuta iniziale del secondo tema della coda, sale con il basso, per intervalli di quarta, dal re-sol al sol-do. Il do finale essendo percepito come dominante di fa minore prepara il ritorno del si bemolle (tonalità d'impianto).
Ora dei semplici arpeggi di quartine della mano destra sono appoggiati dalle semiminime del basso che scende per gradi congiunti dal si bemolle fino al mi bemolle (battute 93 – 106) [batt. 94 – 95]:
Mentre la mano destra prosegue con gli arpeggi, la mano sinistra propone in “pianissimo” il secondo tema della coda dell'Esposizione sul mi bemolle grave (misura 107), sul do grave (misura 111) e sul fa grave (misura 115). L'ambiente armonico si stabilizza sulla nona minore di dominante (fa nona minore: fa – la – do – mi b – sol b). Questo accordo lievemente più dissonante di quello di settima di dominante è usato spesso da Beethoven per preparare il ritorno di un tema fondamentale.

#### Ripresa
Il finale dello Sviluppo dal fortissimo al pianissimo e contemporaneamente la discesa verso i registri più bassi della tastiera crea una tensione di straordinaria forza emotiva, ed è proprio in questo momento che si evidenzia la necessità, nella Ripresa con un tema a carattere neutro che evidenzi (ma nello stesso tempo equilibri) questa misteriosa atmosfera.

Nella Ripresa si ha la ripetizione (sia melodicamente che armonicamente) di tutta la prima parte dell'Esposizione (il tema base compresa la sua codetta). A misura 140 una rapida successione (quasi uno “stretto”) dell'inciso iniziale del tema base prepara il ritorno della prima transizione alla quale fa seguito la prima idea secondaria (misura 155) e la seconda idea secondaria, entrambe alla tonica come previsto dalla forma-sonata:
Conclude la Coda con le varie idee (primo e secondo tema della coda) esposte alla tonica senza un ulteriore e significativo sviluppo.

#### Schema riassuntivo
| Parte       | Sezione                 | Sottosezione            | Tema | Grado                                                    | Tonalità                              | Battute: da-a |
| ----------- | ----------------------- | ----------------------- | ---- | -------------------------------------------------------- | ------------------------------------- | ------------- |
| Esposizione | Tema principale         | Tema                    | A    | I (tonica)                                               | Si b magg.                            | 1-8           |
| Esposizione | Tema principale         | Codetta                 |      | I (tonica) → V (dominante)                               | Si b magg. → Fa magg.                 | 9-12          |
| Esposizione | Secondo gruppo tematico | Transizione             | B    | II (sopratonica)                                         | Do magg.                              | 12-22         |
| Esposizione | Secondo gruppo tematico | Primo tema secondario   | C    | V (dominante)                                            | Fa magg.                              | 23-31         |
| Esposizione | Secondo gruppo tematico | Secondo tema secondario | D    | V (dominante)                                            | Fa magg.                              | 31-37         |
| Esposizione | Secondo gruppo tematico | Codetta                 |      |                                                          |                                       | 38-44         |
| Esposizione | Coda dell'Esposizione   | Transizione             | B    |                                                          |                                       | 45-57         |
| Esposizione | Coda dell'Esposizione   | Primo tema della Coda   | E    | V (dominante)                                            | Fa magg.                              | 57-62         |
| Esposizione | Coda dell'Esposizione   | Secondo tema della Coda | F    | V (dominante)                                            | Fa magg.                              | 63-66         |
| Esposizione | Coda dell'Esposizione   | Chiusa finale           | A    | V (dominante)                                            | Fa magg.                              | 67-69         |
| Sviluppo    | Prima sezione           |                         | A    | V (dominante)                                            | Fa magg.                              | 70-72         |
| Sviluppo    | Seconda sezione         |                         | F    | V (dominante)                                            | Fa magg.                              | 73-76         |
| Sviluppo    | Terza sezione           |                         | E    | III (mediante)                                           | Re magg.                              | 77-83         |
| Sviluppo    | Quarta sezione          |                         | F    | III (mediante) → VI (sopradom.) → II (sopratonica)       | Re → Sol → Do                         | 83-94         |
| Sviluppo    | Quinta sezione          |                         |      | → IV (sottodom.)                                         | → Mi b magg.                          | 94-106        |
| Sviluppo    | Sesta sezione           |                         | E    | IV (sottodom.) → II (sopratonica) → V (dominante)        | Mi b magg. → Do → Fa                  | 107-128       |
| Ripresa     | Tema principale         | Tema                    | A    | I (tonica)                                               | Si b magg.                            | 130-140       |
| Ripresa     | Tema principale         | Codetta                 | A    | I (tonica)                                               | Si b magg.                            | 140-142       |
| Ripresa     | Secondo gruppo tematico | Transizione             | B    | V (dominante)                                            | Fa magg.                              | 143-154       |
| Ripresa     | Secondo gruppo tematico | Primo tema secondario   | C    | I (tonica)                                               | Si b magg.                            | 155-163       |
| Ripresa     | Secondo gruppo tematico | Secondo tema secondario | D    | I (tonica)                                               | Si b magg.                            | 163-169       |
| Ripresa     | Secondo gruppo tematico | Codetta                 |      |                                                          |                                       | 170-179       |
| Ripresa     | Coda finale             | Transizione             | B    |                                                          |                                       | 180-189       |
| Ripresa     | Coda finale             | Primo tema della Coda   | E    | I (tonica)                                               | Si b magg.                            | 189-194       |
| Ripresa     | Coda finale             | Secondo tema della Coda | F    | I (tonica)                                               | Si b magg.                            | 195-199       |
| Ripresa     | Coda finale             | Chiusa finale           | A    | I (tonica) → 7a di V (settima di dominante) → I (tonica) | Si b magg. → Fa magg. 7a → Si b magg. | 199-201       |

### Analisi del Secondo movimento
Il secondo movimento è un ”Adagio con molta espressione” in tempo nove ottavi nella tonalità di base di mi bemolle maggiore. La struttura è quella della forma-sonata (Esposizione di due temi, Sviluppo e Ripresa) ma filtrata attraverso la natura lirica del tempo lento: la presentazione del primo tema viene completamente conclusa prima di presentare il secondo tema.

#### Esposizione
La linea melodica del primo tema si svolge con largo respiro e senza ritorni tematici [batt. 1 - 3].
Questo lungo tema si chiude con una classica cadenza dominante-tonica. Una stanghetta a metà battuta 12 insieme alla cadenza perfetta impone che il solista riprenda a suonare dopo una doverosa pausa. Segue un ponte di collegamento al secondo tema (misure 13 – 19). Se il carattere del primo tema era molto cantabile, il secondo tema ha una fisionomia più pianistica. La base ritmica è la stessa (terzine di crome) ma il carattere è decisamente più beethoveniano. La tonalità (come vuole la “forma-sonata”) è nella dominante. [batt. 19 - 22]
La codetta del secondo tema si riallaccia direttamente alla chiusura dell'Esposizione.

#### Sviluppo
Lo Sviluppo riprende il primo tema nella tonalità (convenzionale) della dominante del relativo minore (sol). L'accompagnamento è realizzato, come nell'Esposizione, da terzine ribattute sul sol che alla terza ripetizione dell'inciso iniziale del tema (“primo inciso del tema”) risolvono in continui e dinamici accordi di settima di dominante [batt. 32 - 35].
Quindi sul secondo inciso del primo tema una progressione di quarte (sol – do – fa – si bemolle – mi bemolle) conduce con coerenza logica e grande efficacia l'armonia sul la bemolle minore (sottodominante minore della tonica mi bemolle) [batt. 35 - 40].
Dalla sottodominante si passa alla tonica minore (mi bemolle minore) e quindi al modo maggiore con la ripresa del tema fondamentale. Compito che verrà svolto dalla coda dello sviluppo (misure 40 – 47).

#### Ripresa
La Ripresa procede simmetricamente rispetto all'Esposizione con la modificazione della cadenza dell'esposizione che si trasforma in una lunga codetta che modulando, oltre ad assorbire il ponte, conferisce più morbidezza al passaggio portando alla sottodominante minore (La bemolle minore)  che risolve sul secondo tema che, come da regola della forma sonata, suona nella tonalità della tonica (Mi bemolle maggiore).

#### Schema riassuntivo
| Parte       | Sezione               | Tema | Grado                           | Tonalità                 | Battute: da-a |
| ----------- | --------------------- | ---- | ------------------------------- | ------------------------ | ------------- |
| Esposizione | Primo tema            | G    | I (tonica)                      | Mi b magg.               | 1-12          |
| Esposizione | Ponte di collegamento |      |                                 |                          | 13-19         |
| Esposizione | Secondo tema          | H    | V (dominante)                   | Si b magg.               | 19-22         |
| Esposizione | Coda                  |      | V (dominante)                   | Si b magg.               | 23-31         |
| Sviluppo    | Prima sezione         | G    | III (mediante)                  | Sol minore               | 32-35         |
| Sviluppo    | Seconda sezione       | G    | III (mediante) → IV (sottodom.) | Sol minore → La b minore | 35-40         |
| Sviluppo    | Coda                  |      | IV (sottodom.) → I (tonica)     | La b minore → Mi b magg. | 40-48         |
| Ripresa     | Primo tema            | G    | I (tonica)                      | Mi b magg.               | 48-58         |
| Ripresa     | Ponte di collegamento |      |                                 |                          | 58-66         |
| Ripresa     | Secondo tema          | H    | I (tonica)                      | Mi b magg.               | 66-69         |
| Ripresa     | Coda                  |      | V (dominante) → I (tonica)      | Si b magg. → Mi b magg.  | 69-78         |

### Analisi del Terzo movimento
Il terzo movimento è un classico minuetto. La struttura formale (ABA dove B è il Trio) è la seguente: A (tema a – tema b) – Trio (tema c – tema d) – Ripresa di A senza ritornello. La tonalità di base è si bemolle maggiore. Il tempo è in tre quarti.

#### A: tema a
Il tema a del minuetto, fresco e grazioso, è esposto in 8 battute ed è, come consuetudine, ritornellato. Nella parte centrale modula alla dominante (fa) e nel finale ritorna sulla tonica (si bemolle). [batt. 1-9]

#### A: tema b
Il tema b è altrettanto regolare e sempre di 8 misure (battute 10 -18) ed è seguito da una ripetizione letterale del tema a (battute 18 – 26) e 6 misure di coda (battute 26 – 32) che riportano alla tonica. Il dualismo che caratterizzerà il bitematismo beethoveniano si manifesta già in questo breve e semplice tema: in questa seconda parte il movimento si drammatizza comunicando un'emozione decisamente romantica. Da un punto di vista armonico il tema b obbedisce a tutte le convenzioni armoniche dell'epoca: dalla dominate (re) della relativa minore (relativa minore di si bemolle = sol; dominante di sol = re) si passa alla relativa minore (sol minore) e dalla dominante (si bemolle) della sottodominante (sottodominante di si bemolle = mi bemolle; dominante di mi bemolle = si bemolle) si passa alla sopratonica (do) che con una semi-cadenza risolve sulla dominante (fa) che prepara il ritorno del tema principale alla tonica. La tabella seguente riassume questi passaggi modulanti:
| fase  | Antecedente a | Conseguente a | Antecedente b | Conseguente b | semicadenza | tema |
| ----- | ------------- | ------------- | ------------- | ------------- | ----------- | ---- |
| grado | V del VI      | VI            | V del IV      | II            | V           | I    |
| nota  | re            | sol           | sib           | do            | fa          | sib  |

#### Trio (B): tema c
Il Trio accentua ancor più l'elemento drammatico introdotto dal tema b del Minuetto. Qui il carattere del Minuetto è vinto e quasi annullato. La struttura di questo trio è formata da due frasi regolari di otto misure entrambe ripetute, mentre l'ambiente tonale è quello classico del modo relativo minore (sol minore). [bat. 33 - 36]
In questo Minuetto, essendo il quarto tema estremamente simile al terzo abbiamo preferito chiamarlo tema c1 ; quindi si ripete A senza ritornelli.

#### Schema riassuntivo
| Parte    | Sezione | Sottosezione    | Tema | Grado                          | Tonalità            | Battute: da-a |
| -------- | ------- | --------------- | ---- | ------------------------------ | ------------------- | ------------- |
| Minuetto | Tema a  |                 | L    | I (tonica)                     | Si b magg.          | 1-9           |
| Minuetto | Tema b  | Prima sezione   |      | III (mediante) → V (dominante) | Re magg. → Fa magg. | 10-18         |
| Minuetto | Tema b  | Seconda sezione | L    | I (tonica)                     | Si b magg.          | 18-26         |
| Minuetto | Tema b  | Coda            | L    | I (tonica)                     | Si b magg.          | 26-32         |
| Trio     | Tema c  |                 | M    | VI (sopradom.)                 | Sol minore          | 33-41         |
| Trio     | Tema c1 |                 | M    | VI (sopradom.)                 | Sol minore          | 42-50         |

### Analisi del Quarto movimento
Il quarto movimento della sonata è un Rondò. Si tratta di un ”Allegretto” in tempo due quarti nella tonalità di base di si bemolle maggiore. La struttura è impostata su un tema esposto per sei volte e due episodi intermedi con relative codette.

#### Tema e primo episodio
Il tema è esposto nelle prime 19 misure. L'esposizione si divide in due parti: la prima parte (da misura 1 a 9) è formata da una domanda (antecedente), una risposta (conseguente) e da una codetta; la seconda parte ripete in modo quasi identico i primi due incisi, mentre la codetta si presenta più variata per chiudere definitivamente il tema.
Il primo episodio intermedio si sviluppa dalla misura 19 alla misura 41 e si divide in due parti: la prima (quasi un nuovo elemento tematico) è più sincopata, mentre la seconda è più scorrevole specialmente nelle biscrome della mano destra.

#### Tema e secondo episodio
Il ritorno del tema è preceduto da una lunga e ingegnosa preparazione (da misura 41 a misura 50): le note iniziali del tema vengono ripetute ad un ritmo gradualmente accelerato fino all'arrivo completo del tema. L'accelerazione viene realizzata aumentando il numero delle note nella stessa unità di tempo (un quarto): prima quattro note, poi sei, poi otto ed infine cinque note in mezzo quarto. [batt. 47-50]
Questa seconda esposizione del tema è uguale alla prima. Anche il secondo episodio intermedio, che inizia a battuta 68, nella prima parte è abbastanza simile alla prima esposizione. La seconda parte (da battuta 81 a battuta 104) ripete ancora la prima parte ma in modo variato, quasi uno sviluppo. In effetti in Beethoven la forma-sonata è quasi sempre sottintesa e anche questo Rondò (come del resto il secondo movimento di questa sonata) in certi momenti “scivola” nella forma-sonata per poi riprendere velocemente la forma del Rondò Per convincersene basta verificare la tonalità di questo “sviluppo”: è la dominante (fa) di si bemolle maggiore come vuole la regola:

#### Tema e variazioni primo episodio
Dopo alcune battute di preparazione (104 -112) ritorna il tema del Rondò alla mano sinistra e armonizzato per seste. [batt. 113-116]
L'episodio intermedio corrispondente riprende sempre il tema iniziale (quello del primo episodio intermedio), ma qui viene ulteriormente variato con imitazioni in contrattempo.

#### Tema e Coda
La conclusione di questo Rondò è caratterizzata da tre ripetizioni variate e modulate del Tema con una Coda in conclusione che rievoca il materiale melodico degli episodi intermedi.

#### Schema riassuntivo
| Parte               | Sezione             | Sottosezione               | Tema        | Grado         | Tonalità   | Battute: da-a |
| ------------------- | ------------------- | -------------------------- | ----------- | ------------- | ---------- | ------------- |
| Prima esposizione   | Tema del Rondò      |                            | N           | I (tonica)    | Si b magg. | 1-19          |
| Prima esposizione   | Episodio intermedio |                            | O           | I (tonica)    | Si b magg. | 19-41         |
| Seconda esposizione | Tema del Rondò      |                            | N           | I (tonica)    | Si b       | 41-68         |
| Seconda esposizione | Episodio intermedio | Esposizione alla tonica    | O           | I (tonica)    | Si b magg. | 68-81         |
| Seconda esposizione | Episodio intermedio | Esposizione alla dominante | O (variato) | V (dominante) | Fa         | 81-104        |
| Terza esposizione   | Tema del Rondò      |                            | N (variato) | V (dominante) | Fa         | 104-130       |
| Terza esposizione   | Episodio intermedio |                            | O (variato) | I (tonica)    | Si b magg. | 130-153       |
| Quarta esposizione  | Tema del Rondò      |                            | N (variato) |               | Sib 7      | 154-183       |
| Quarta esposizione  | Tema del Rondò      |                            | N (variato) | V (dominante) | Fa         | 184-195       |
| Quarta esposizione  | Tema del Rondò      |                            | N (variato) | I (tonica)    | Si b magg. |               |
| Quarta esposizione  | Coda                |                            | N           |               |            | 195-200       |